# تشكل اجتماعي
التشكُّل الاجتماعي أو التكوين الاجتماعي (بالألمانية: Gesellschaftsformation)‏ هو مفهوم ماركسي (مرادف لـ"المجتمع") يشير إلى الترابط التاريخي الملموس بين نمط الإنتاج الرأسمالي، والحفاظ على أنماط الإنتاج ما قبل الرأسمالية، والسياق المؤسسي للاقتصاد. يمكن العثور على هذه النظرية حول نمط الإنتاج الرأسمالي في كتاب رأس المال لكارل ماركس.
استخدم ماركس هذا المصطلح عند تحليله للتطور الاقتصادي والسياسي للمجتمع.
لم يفترض كارل ماركس أن قضية التشكلات الاجتماعية والاقتصادية قد تم حلها نهائياً وميز بين التشكلات المختلفة في الأعمال المختلفة.
ورغم أن ماركس لم يضع نظرية كاملة للتشكلات الاجتماعية والاقتصادية، فإن تعميم تصريحاته أصبح الأساس للمؤرخين السوفييت لاستنتاج أنه ميز بين خمسة تشكّلات وفقاً للعلاقات الصناعية وأشكال الملكية السائدة:
- ما قبل التاريخ
- العبودية
- الإقطاعية
- الرأسمالية
- الشيوعية

لقد اتخذ ماركس نموذجاً لفهم علاقات القوة بين الرأسماليين والعمال الأجراء: "في الأنظمة ما قبل الرأسمالية كان من الواضح أن أغلب الناس لم يكونوا يتحكمون في مصيرهم ـ ففي ظل الإقطاعية، على سبيل المثال، كان على العبيد أن يعملوا لصالح أسيادهم. أما الرأسمالية فتبدو مختلفة لأن الناس أحرار من الناحية النظرية في العمل لصالح أنفسهم أو لصالح الآخرين كما يحلو لهم. ومع ذلك فإن أغلب العمال لا يتمتعون بقدر كبير من السيطرة على حياتهم مثل العبيد في ظل الإقطاعية".